# Австралийское еврейское историческое общество
Австралийское еврейское историческое общество (англ. Australian Jewish Historical Society) — историческое общество, изучающее историю и культуру евреев Австралии. Основано в 1938 году в Сиднее (Новый Южный Уэльс), первым президентом стал Перси Дж. Маркс.

## История
На первой встрече членов общества президент Королевского австралийского исторического общества К. Р. Крамп выразил надежду на то, что новая организация будет вдохновлять историков на самостоятельные исследования. В 1939 году обществом стал выпускаться собственный журнал «Australian Jewish Historical Society Journal» (ранее назывался «Australian Jewish Historical Society, Journal and Proceedings»). В 1949 году отделение общества появилось в Мельбурне под названием AJHS (Vic), представляющее штат Виктория.
Оба отделения общества в Сиднее и Мельбурне являются финансово независимыми, национального исполнительного органа нет. С 1988 года оба общества совместно выпускают журнал «Australian Jewish Historical Society Journal», выходящий два раза в год: в июне (редакция из Сиднея и Нового Южного Уэльса) и ноябре (редакция из Мельбурна и Виктории). Также существует небольшой филиал в Канберре; членами общества являются жители всех штатов Австралии и проживающие за границей австралийские евреи.

## Архивы общества
Общество собирает всю информацию о еврейской общине Австралии, датируемую не ранее 1788 года — года появления первых еврейских поселенцев на континенте. Все выпуски журнала «Australian Jewish Historical Society Journal» хранятся на официальном сайте, однако доступны только зарегистрированным пользователям за плату. Также общество содержит на официальном сайте информацию об австралийцах еврейского происхождения (годы жизни и родословные), а также полные данные о евреях — военнослужащих Вооружённых сил Австралии, участвовавших в англо-бурских и обеих мировых войнах.
Общество играет важную роль в хранении культурного наследия евреев Сиднея и Нового Южного Уэльса: ему принадлежит библиотека при Еврейском музее Сиднея в Дарлингхёрсте и некоторые архивы. Одним из таких архивов является Архив австралийской иудаики (англ. Archive of Australian Judaica) при библиотеке Фишера в Сиднейском университете. Часть архивов в 2004 году была передана на хранение в Государственную библиотеку Виктории. С 2012 года совместно с Австралийским еврейским генеалогическим обществом Виктории историческое общество владеет библиотекой Ламма, где находятся книги и архивные материалы.

## Деятельность
В 1977—2006 годах члены исторического общества в Виктории под руководством Беверли Дэвиса расшифровали надписи на более чем 40 тысячах могил на еврейских кладбищах в Австралии и Новой Зеландии, а также на еврейских военных захоронениях за рубежом; данные были открыты для публичного доступа в Интернете в июне 2008 года на Базе данных захоронений Беверли Дэвиса (англ. The Beverley Davis Burial Database (BD-BD)), позже число расшифрованных надписей было доведено до 70 тысяч благодаря данным из Хевра Кадиша и перенесено на сайт исторического общества.
В 2007 году общество под руководством президента филиала в Виктории Говарда Фримена предприняло безуспешную попытку сохранить в полном объёме так называемые Архивы Гуревича — архивы специалиста по галахе, Джозефа Липмана Гуревича, раввина из Вильно (р. 1885). Гуревич мигрировал в Австралию в 1932 году и возглавил объединение прихожан в Карлтоне, собрав архивы по всем делам, связанным с евреями Мельбурна в 1930-е — 1950-е годы. Покупатель из Нью-Йорка конфисковал из архива все материалы по Холокосту, связям раввина с прихожанами Литвы и Палестины и материалы по кораблю «Дунера», а оставшуюся часть продал в июне 2008 года на аукционе Еврейскому музею Австралии.